# Instituto Allende
El Instituto Allende es una escuela de artes visuales ubicada en San Miguel de Allende, México. El instituto ofrece una variedad de cursos y ofrece una Licenciatura en Artes Visuales y una Maestría en Bellas Artes en asociación con la Universidad de Guanajuato. Sus cursos y títulos son reconocidos por la mayoría de las universidades norteamericanas. Ha sido popular entre estudiantes y artistas estadounidenses y canadienses desde su apertura en 1950, y la ciudad ahora cuenta con una gran comunidad de expatriados de Estados Unidos y Canadá.

## Ubicación

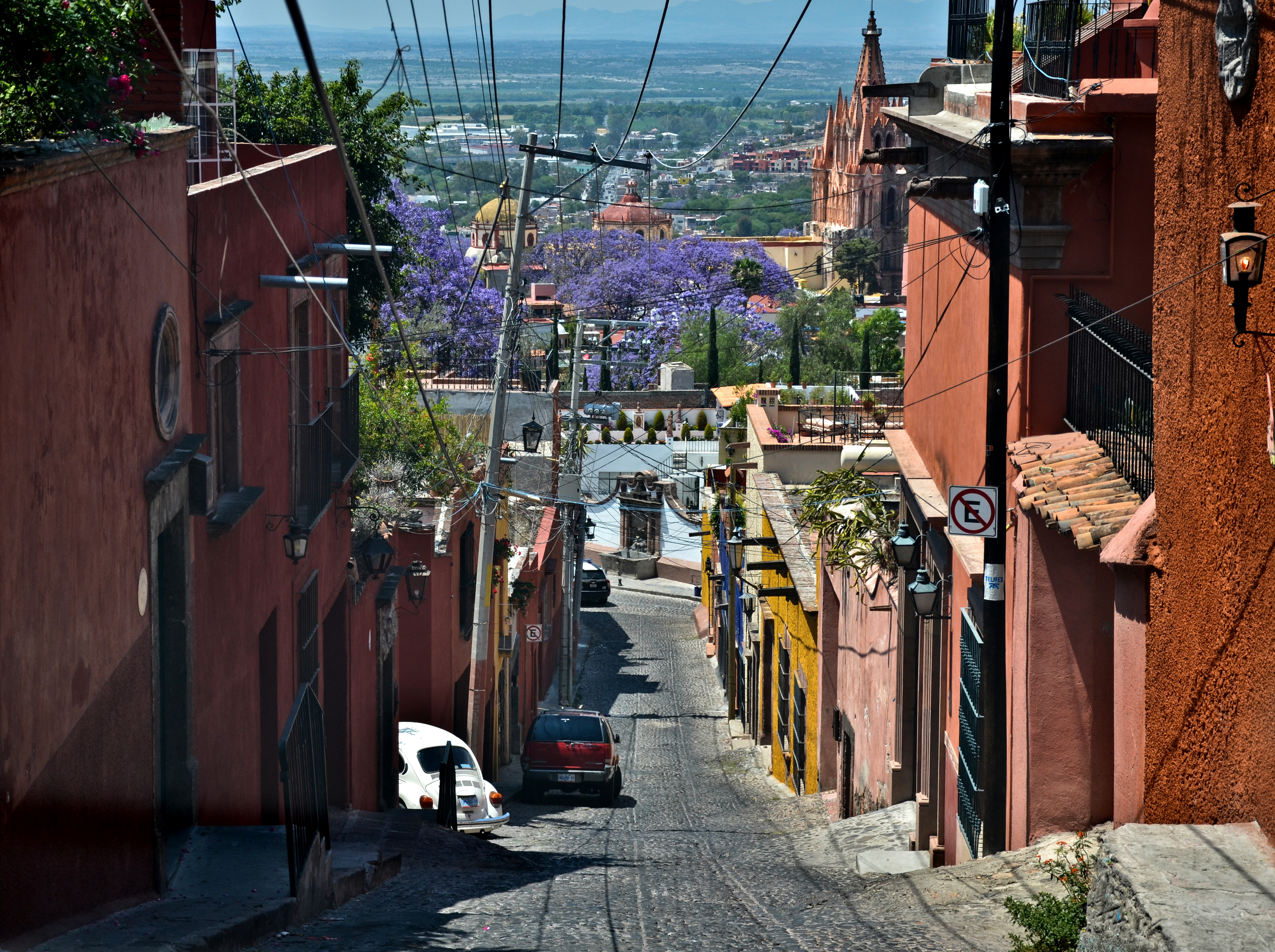
vista del pueblo

San Miguel de Allende se encuentra cuatro horas en coche al norte de la Ciudad de México. Lleva el nombre del general Ignacio Allende, héroe de la Guerra de Independencia de México. Está a una altitud de 6200 pies (1889,8 m) y tiene un clima templado.
El instituto está a unas cuadras al suroeste del centro de la ciudad. Está ubicado en un enorme edificio que originalmente se construyó como residencia de campo para la adinerada familia Canal. La familia del Conde de Canal comenzó a construir en el solar en 1735. En 1809 fue vendido a las hermanas Carmelitas Descalzas. La escuela de arte ocupa la parte trasera del complejo y sus jardines. Al frente tiene una plaza comercial con cafetería y varias galerías. La Galería Pérgola, inaugurada en 1951 como espacio expositivo del Instituto, cuenta con una gran colección de obras de artistas mexicanos en diferentes estilos y medios. La Feria de Lana y Latón, una gran feria de artesanías con vendedores de todo el país, se lleva a cabo cada pocos meses en la plaza central del Instituto.

## Antecedentes

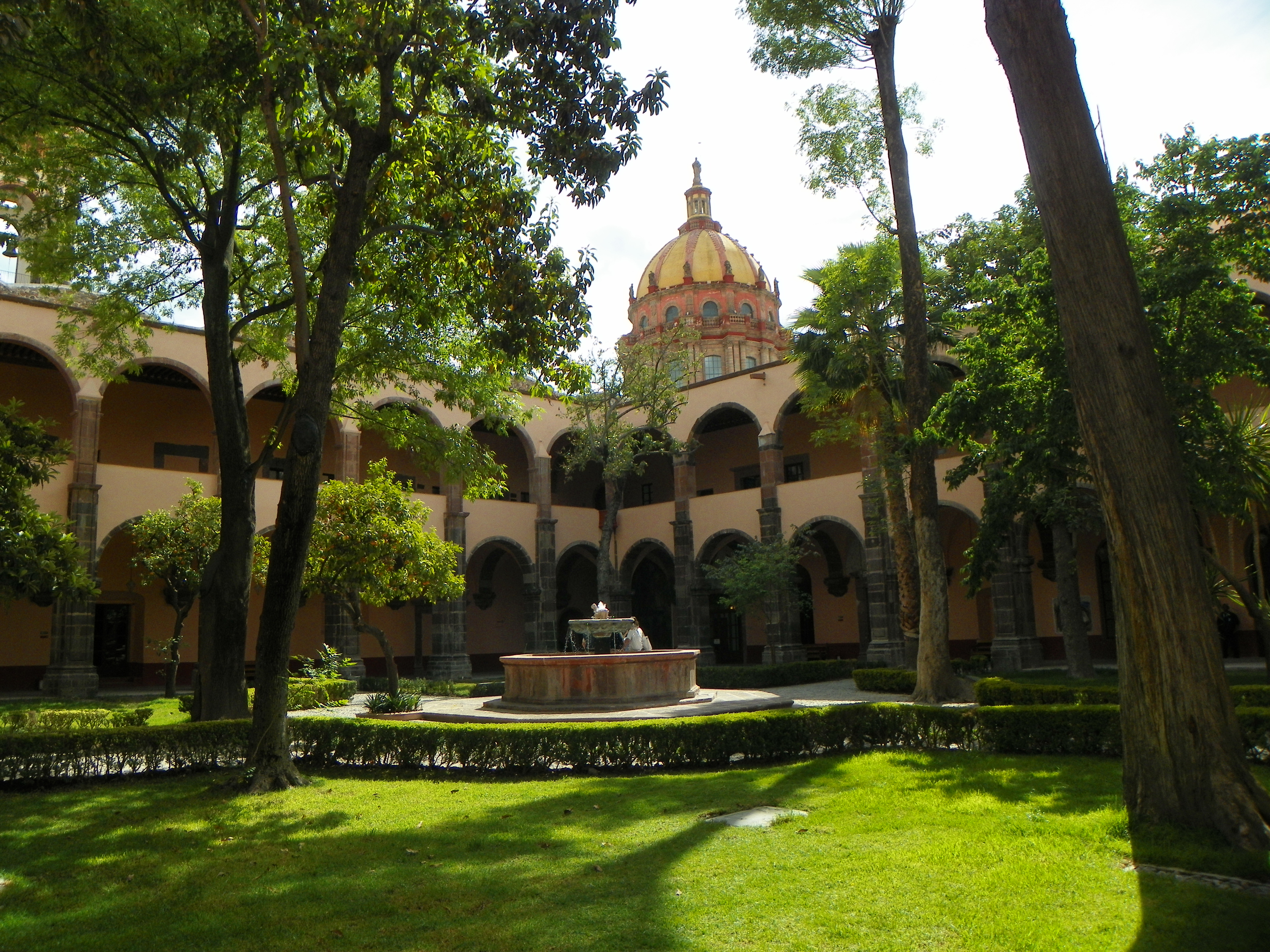
Convento de Nuestra Señora de la Concepción, sede de la Escuela Universitaria de Bellas Artes.

En 1927 el diplomático y artista peruano Felipe Cossío del Pomar visitó San Miguel de Allende y quedó encantado por la calidad de la luz. Más de diez años después fundó la Escuela Universitaria de Bellas Artes en un antiguo convento que había sido utilizado como cuartel. La afluencia de estudiantes trajo nueva prosperidad a la ciudad. Cossío del Pomar regresó al Perú cuando el gobierno peruano concedió amnistía a los exiliados. Vendió sus propiedades, que incluían un rancho y la escuela, al abogado de la Ciudad de México, Alfredo Campanella.
Cuando terminó la Segunda Guerra Mundial en 1945, la G.I. Bill proporcionó educación gratuita a los veteranos. Campanella vio una oportunidad de ganar dinero cuando la escuela fue aprobada para ser parte del programa G.I. Stirling Dickinson, artista encargado de la promoción de la escuela, se dejó convencer de exagerar la calidad de la enseñanza. Muchos aprovecharon la oportunidad para estudiar arte en San Miguel, donde el costo de vida era muy bajo.
La escuela había contratado como conferenciante al muralista David Alfaro Siqueiros, un destacado comunista el cual tuvo una disputa por la financiación con Campanella. La mayoría de los estudiantes apoyaron a Siqueiros y al final la mayoría se retiró. La escuela se vio obligada a cerrar en 1949. El antiguo convento de la Inmaculada Concepción ahora alberga el Centro Cultural Ignacio Ramírez, administrado por el gobierno.

## Historia

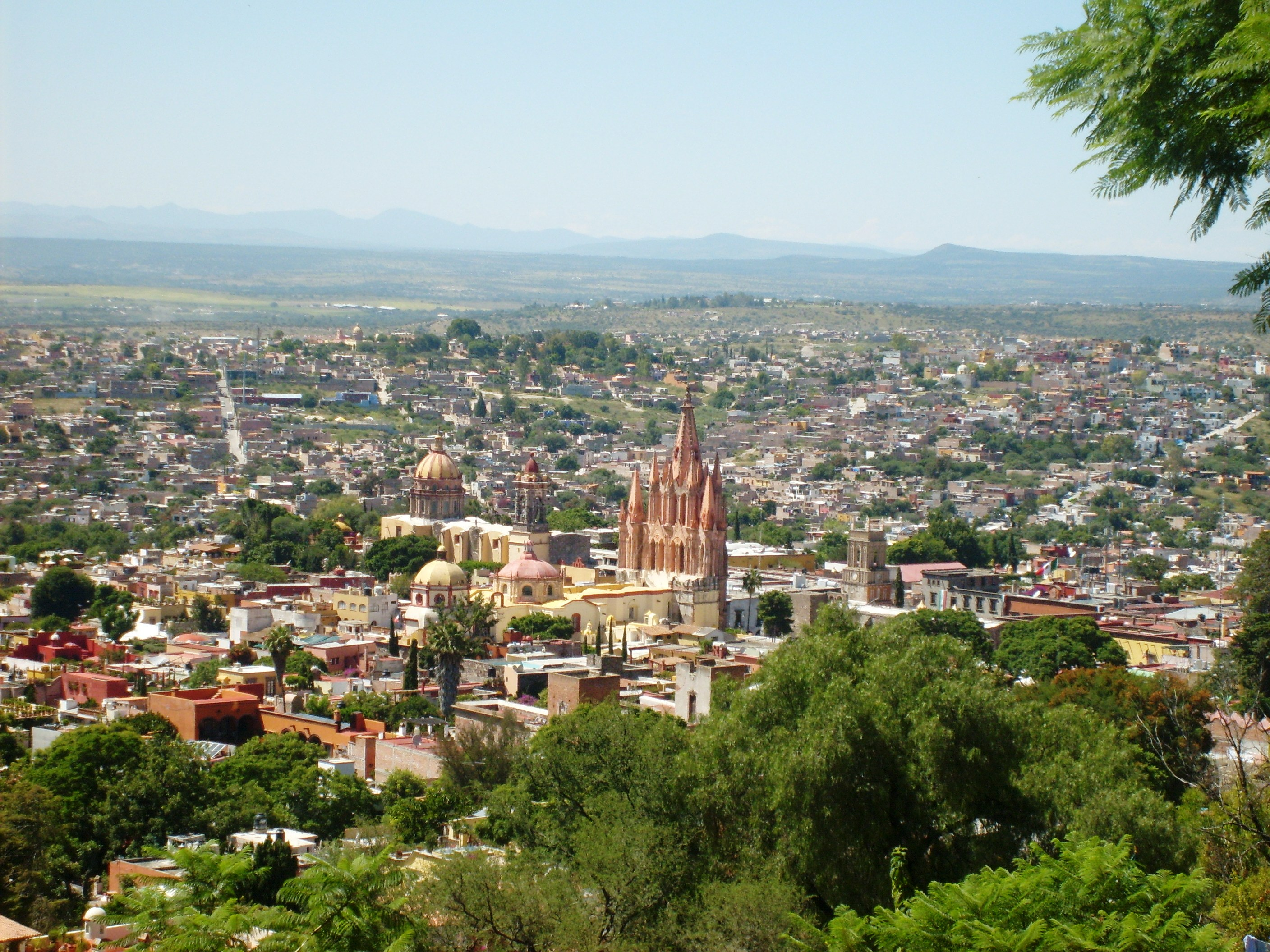
Vista del centro de la ciudad.

Cossio regresó a San Miguel de Allende y descubrió que la escuela anterior había sido arruinada y fundó una nueva escuela con la ayuda del exgobernador de Guanajuato Enrique Fernández Martínez y la esposa de Fernández, Nell Harris. Cossio y Fernández compraron el ruinoso palacio renacentista del siglo XVIII que hizo construir el Conde de Canal durante el boom de la plata, con sus amplios terrenos. Renovaron el edificio y también abrieron varias cabañas y un hotel para los visitantes. En septiembre-octubre de 1950, antes de la inauguración oficial, el Instituto presentó una exposición de artistas locales. El pintor Frank Leonard Brooks y su esposa, la fotógrafa Reva Brook, estuvieron incluidos en esta muestra.
Stirling Dickinson dejó una escuela que había abierto en la ciudad y se convirtió en director de arte del recién inaugurado Instituto Allende. El instituto pudo otorgar el título de Maestría en Artes desde sus inicios mediante un convenio con la Universidad de Guanajuato. Por lo tanto, fue reconocido por varias universidades de Estados Unidos, lo que atrajo a estudiantes ya que podían obtener créditos en México. El pintor italoestadounidense Rico Lebrun llegó a la escuela como profesor estrella. En 1960, el instituto ampliado comenzó a ofrecer cursos de pregrado.
Durante el período comprendido entre los años cincuenta y setenta, el Instituto Allende atrajo a cientos de estudiantes de Estados Unidos. Los escritores la Generación beat, incluidos Jack Kerouac y Neal Cassady, pasaron un tiempo en la ciudad. El New York Herald Tribune publicó un artículo que elogiaba el instituto, el bajo costo de vida y la diversidad de los estudiantes, insistiendo en decir "no hay nada bohemio en el grupo del Instituto". Dickinson continuó trabajando en el Instituto Allende hasta jubilarse en 1983. En 2010, casi una décima parte de la población de San Miguel (alrededor de 8.000 personas) procedía de Estados Unidos.

## Programa
El Instituto Allende es una organización independiente, privada y sin fines de lucro. Todo el personal docente y administrativo habla inglés y español. Los estudiantes pueden tomar clases de idioma español. Se imparten cursos prácticos de pintura, dibujo, escultura, cerámica, tejido, joyería, fotografía, batik, litografía, fabricación de papel, grabado, monotipo y serigrafía. El instituto también imparte clases de historia del arte donde los estudiantes pueden obtener una Licenciatura en Artes Visuales y una Maestría en Bellas Artes. En 2012 se estableció el programa Lifelong Learning para ofrecer cursos en inglés a visitantes y locales.